# Imperiul colonial francez

Harta primului (verde) și al celui de-al doilea (albastru) imperiu colonial francez

Franța a avut posesiuni coloniale în diferite forme, începând cu secolul al XVII-lea până în deceniul al șaptelea al secolului trecut. În secolele al al XIX-lea și al XX-lea, imperiul său colonial era al doilea ca mărime după cel britanic. În momentul de maximă dezvoltare, între 1919 și 1939, al doilea imperiu colonial francez se întindea pe aproximativ 12.898.000 km². Alături de teritoriile metropolitane, suprafața totală aflată sub suveranitatea franceză atingea 13.000.000 km², adică aproximativ 8,7% din suprafața uscatului mondial.
În zilele noastre, rămășițele acestui vast imperiu sunt reprezentate de sutele de insule și arhipelaguri din Atlanticul de Nord, zona Caraibelor, Oceanul Indian, Pacificul de Sud și de Nord ca și un teritoriu pe continentul Americii de Sud, cu o suprafață totală de 123.150 km², adică numai 1% din teritoriul coloniilor antebelice. Toate aceste teritorii se bucură de reprezentare completă la nivel național, ca și de diferite grade de autonomie.

## „Imperiul colonial” medieval francez
Se poate spune că existența unui imperiu colonial francez a început de facto cu teritoriile de peste Marea Mediterană din secolele al XII-lea și al XIII-lea, cucerite ca urmare a cruciadelor târzii, deși, în acele timpuri, aceste posesiuni nu erau considerate colonii. Prima posesiune de peste mări a Franței a fost primul Regat al Ierusalimului, cu primul rege încoronat aici în 1100, Balduin. Cuvântul franțuzesc outremer își are originile în acest regat. Cruciada a patra a dus la împărțirea Imperiului Bizantin în 1204, cu orașul Constantinopole și teritoriile înconjurătoare, atât din Europa, cât și din Asia, încorporate în așa-numitul Imperiu Latin, condus de nobili originari din Burgundia, Flandra și Courtenay. Acest imperiu a supraviețuit atacurilor vecinilor până a fost cucerit de Imperiul de la Niceea în 1261. Franța a invadat Egiptul în timpul celei de-a șaptea cruciade din 1249 și a ocupat Delta Nilului pentru un an. Domnia Angevină a durat în Regatul Siciliei și în Malta din 1266 până la începutul secolului al XIV-lea, când teritoriile respective au fost cucerite de aragonezi. Familia nobilă franceză de Lusignan a ocupat tronul Ierusalimului până la cucerirea orașului de mameluci în 1291, iar Regatul Ciprului până în 1489.

## Primul imperiu colonial francez

Evoluția în timp a imperiului colonial francez

Primele expediții ale lui Giovanni da Verrazzano și Jacques Cartier de la începutul secolului al XVI-lea, ca și desele călătorii ale pescarilor francezi către Marile Bancuri și Newfoundland din acel secol, au fost precursorii încercărilor de colonizare ale Americilor. Interesele Spaniei în America și izbucnirea în Franța a războaielor religioase la începtul secolului al XVI-lea, au împiedicat eforturile mai consistente de colonizare. Primele încercări franceze de înființare a unor colonii în Brazilia la Rio de Janeiro (1555) și la São Luís și în America de Nord, în Florida (1562) au fost zădărnicite de spanioli și portughezi.
Istoria imperiului colonial francez a început cu adevărat pe 24 iulie 1605, odată cu fondarea Port Royal în colonia Acadia din America de Nord, în ceea ce este azi Nova Scotia, din Canada. După câțiva ani, în 1608, Samuel de Champlain a fondat Quebec, care avea să devină capitala unei colonii uriașe ca suprafață, dar foarte slab locuite, Noua Franță, cunoscută și cu numele de Canada.
Deși, prin alianțe cu diferitele triburi amerindiene, francezii au reușit să exercite controlul asupra a unei mari întinderi din continentul nord-american, așezările franceze erau limitate în general la vale râului St. Laurent. Mai înainte de înființarea în 1663 a Consiliului Suveran, teritoriile Noii Franțe s-au dezvoltat drept colonii comerciale. Numai după sosirea intendentului Jean Talon, Franța a asigurat mijloacele necesare pentru dezvoltarea unor colonizări masive cu populație de pe vechiul continent, așa cum făceau deja britanicii. Spre deosebire de Anglia, în Franța interesul pentru colonizare era relativ redus, fiind concentrat mai ales în direcția asupra dominației asupra bătrânului continent. De-a lungul întregii sale istorii, Noua Franță sau chiar Canada, s-au aflat cu mult în urma coloniilor britanice din America de Nord, atât din punct de vedere al dezvoltării populației cât și din punct de vedere al economiei. Acadia a fost pierdută în favoarea britanicilor prin Tratatul de la Utrecht din 1713.
În 1699, pretențiile teritoriale ale Franței în America de Nord au continuat să se manifeste cu vigoare odată cu fondarea Louisianei în bazinul râului Mississippi. Rețeau comercială extinsă din toată regiunea, conectată cu cea a Canadei prin Marile Lacuri, a fost apărată de o vastă rețea de puncte fortificate, multe dintre ele centrate în ceea ce este azi statul Arkansas.
În vreme ce imperiul colonial francez nord-american de extindea, s-a început constituirea unui imperiu colonial mai mic ca întindere, dar mult mai profitabil, în India de vest. Așezările de-a lungul coastei atlantice a Americii de Sud în ceea ce este azi Guiana Franceză au început în 1624. O altă colonie a fost fondată pe insula Saint Kitts în 1625, insula fiind împărțită cu britanicii până în 1713, când a fost semnat Tratatul de la Utrecht și francezii și-au cedat partea lor englezilor. Compagnie des Îles de l'Amérique a fondat colonii în Guadelupa și Martinica în 1635, o altă colonie fiind fondată în 1650 pe Saint Lucia. Plantațiile agricole din aceste colonii au fost construite și exploatate cu munca sclavilor aduși aici prin comerțul cu sclavi africani. Rezistența triburilor indigene a dus la expulzarea caribilor din 1660.
Cea mai importantă posesiune colonială Caraibiană a fost Saint-Domingue (azi Haiti ), înființată în 1664 în jumătatea vestică a insulei spaniole Hispaniola. În secolul al XVII-lea, Saint-Domingue devenise cea mai bogată colonie producătoare de zahăr din trestie din întreg spațiul Caraibian. Jumătatea estică a insulei Hispaniola (azi Republica Dominicană) a fost și ea pentru o scurtă perioadă sub controlul francez după ce a fost cedată de spanioli în 1795.
Expansiunea colonială franceză nu s-a limitat numai la Lumea Nouă. În Africa de Vest, francezii au stabilit posturi comerciale în Senegal, de-a lungul coastei în 1624. În 1664, a fost înființată Compania franceză a Indiilor de Est pentru a participa la comerțul profitabil cu Orientul Îndepărtat. Au fost înființate colonii în India - Chandernagor în Bengal (1673) , Pondicherry în sud-est (1674), iar mai târziu în Yanam (1723), Mahe (1725) și Karikal (1739) (Vedeți și: India Franceză). Au fost înființate colonii pe insulele din Oceanul Indian, Île de Bourbon (Réunion, 1664), Île de France (Mauritius 1718) și Seychelles (1756).

## Conflictul colonial cu Marea Britanie
Pe la mijlocul secolului al XVIII-lea au izbucnit primele conflicte coloniale între Franța și Marea Britanie, care vor avea ca rezultat final distrugerea celei mai mari părți a primului imperiu colonial francez. Aceste conflagrații au fost; Războiul pentru succesiunea austriacă (1744–1748), Războiul de Șapte Ani (1756–1763), războiul Războiul revoluționar american (1775–1783), Războaiele Revoluției Franceze (1792–1802) și războaiele napoleoniene (1803-1815) și Războaiele Napoleoniene (1803–1815)
Deși războiul pentru succesiunea la tronul Austriei a avut un rezultat neconcludent și în ciuda succeselor lui Joseph François Dupleix, Guvernatorul general francez din India, și a victoriilor de început ale francezilor în Minorca și America de Nord din războiul de șapte ani, Franța a fost în cele din urmă înfrântă, britanicii cucerind nu numai Noua Franță (cu excepția insulelor Saint-Pierre și Miquelon), dar și cea mai mare parte a coloniilor Caraibiene și întreaga Indie Franceză. După semnarea tratatului de pace, Franța a recăpătat avanposturile comerciale din India și insulele Caraibiene Martinica și Guadelupa, dar competiția pentru putere în India a fost câștigată de britanici, iar în cazul Americii de Nord, francezii au pierdut toate posesiunile coloniale. Toată Noua Franță a fost cucerită de Marea Britanie, cu excepția regiunii Louisiana, cedată Spaniei, (ca o compensare pentru anexarea de către englezi a Floridei spaniole).
De asemenea, Franța a mai cedat Marii Britanii insulele Grenada și Saint Lucia din Indiile Occidentale. Deși pierderea Canadei a provocat regrete generațiilor care au urmat, în momentul petrecerii evenimentului nu a părut o catastrofă, colonialismul fiind perceput în societatea franceză neimportant și imoral.
În timpul intervenției franceze în Revoluția americană s-a obținut retrocedarea insulei Sainte Lucie, după semnarea Tratatului de la Paris din 1783, dar acest teritoriu a fost neînsemnat față de ce speraseră francezii în momentul declanșării intervenției. În 1791, resturile imperiului colonial francez au fost din nou zguduite de un dezastru, când Saint Domingue (care cuprindea o treime din insula Hispaniola), cea mai importantă și mai bogată colonie franceză, a fost devastată de o mare răscoală a sclavilor. Sclavii, conduși de Toussaint l'Ouverture, iar după capturarea lui (1801) de Jean-Jacques Dessalines, au reușit să reziste multă vreme trupelor franceze, spaniole și britanice, pentru ca până la urmă să obțină independența a ceea ce a devenit Haiti (1804), prima republică a negrilor din lume, înființată cu mult timp înaintea viitoarelor state africane. Între timp, războiul franco-britanic reizbucnit a dus la pierderea ultimelor colonii franceze. Deși după Pacea de la Amiens din 1802 aceste colonii au fost retrocedate, odată cu izbucnirea unui nou conflict în anul următor, britanicii au reușit să reocupe toate posesiunile coloniale franceze caraibiene. Franța a reușit să recapete Louisiana în 1800, dar succesul revoltei haitiene l-a convins pe Bonaparte că menținerea acestei posesiuni ar fi foarte costisitoare, ceea ce a dus la vânzarea regiunii Statelor Unite în 1803. Încercarea francezilor de a înființa o colonie în Egipt în 1798–1801 a fost un eșec.

## Al doilea imperiu colonial francez
În perioada de sfârșit a războaielor napoleoniene, cea mai mare parte a coloniilor franceze a fost restaurată : Guadelupa și Martinica, Guiana Franceză, mai multe posturi comerciale din Senegal, Île Bourbon (Réunion) și cele câteva mici posesiuni din India. Până în cele din urmă, Marea Britanie avea să anexeze definitiv Saint Lucia, Tobago, Insulele Seychelles și Île de France (Mauritius).
Adevăratul început al celui de-al doilea imperiu colonial francez a fost însă anul 1830, când Franța a invadat Algeria, care a fost cucerită treptat în următorii 17 ani. În timpul celui celui de-al doilea Imperiu Francez condus de Napoleon al III-lea, s-a încercat stabilirea unui protectorat de tip colonial în Mexic, dar francezii au fost nevoiți să abandoneze experimentul după încheierea războiului civil american, odată cu invocarea de către președintele american a Doctrinei Monroe. Intervenția franceză în Mexic a durat din 1861 până în 1867. Napoleon al III-lea a reușit să stabilească controlul francez asupra teritoriului Cochin-China (extremitatea sudică a Vietnamului, inclusiv Saigonul), ca și protectoratul asupra Cambodgiei.
Cea mai mare parte a posesiunilor coloniale franceze au fost cucerite însă după încheierea războiului franco-prusac din 1870–1871 și proclamarea celei de-a treia republici (1871-1940). Din bazele din Conchin-China, francezii au cucerit Tonkin și Annam (în Vietnamul de azi) în 1884-1885. Acestea, împreună cu Cambodgia și Cochin-China, au format Indochina Franceză, la aceasta fiind adăugat Laos (1893) și Kwang-Chou-Wan în 1900. În 1849 a fost înființată "concesiunea franceză" din Shanghai, desființată numai în 1946. Francezii și-au întărit prezența și influență în Africa de Nord prin protectoratul asupra Tunisiei (1881). Treptat, Franța a reușit să controleze aproape toată Africa nordică, centrală, vestică, (Mauritania, Senegal, Guinea, Mali, Côte d'Ivoire, Benin, Niger, Ciad, Republica Centrafricană, Republica Congo), dar și enclava estică Djibouti (Somalilandul Francez) până la sfârșitul secolului al XIX-lea. Expediția militară Voulet-Chanoine a fost trimisă în 1898 din Senegal pentru a cuceri Bazinul Ciad și să unifice toate teritoriile franceze din Africa de Vest. Această expediție a cooperat cu alte două expediții (Misiunea Foureau-Lamy și Misiunea Gentil), care înaintau din Algeria și cursul mijlociu al fluviului Congo. Odată cu moartea războinicului musulman Rabih az-Zubayr, considerat cel mai mare conducător al zonei, completată ce crearea Teritoriului Militar Ciad în 1900, Misiunea militară Voulet-Chanoine Mission și-a îndeplinit toate obiectivele. Brutalitatea acțiunilor militarilor francezei a provocat un mare scandal la Paris. În 1911, Marocul a devenit protectorat francez.
Franța a stabilit colonii și în Pacificul de Sud: Noua Caledonie, insulele din Polinezia Franceză (Insulele Societății, Marquesas, Tuamotou), iar împreună cu britanicii au stabilit un control bipolar asupra Noilor Hebride.
Francezii au reușit ultimele lor mari cuceriri coloniale după încheierea primului război mondial, când au primit mandate asupra fostelor teritorii otomane care formează în zilele noastre Siria și Libanul și asupra celor mai multe colonii germane, așa cum au fost Togo și Camerun. O notă caracteristică proiectelor coloniale franceze de la sfârștiul secolului al XIX-lea și începutul celui de-al XX-lea a fost așa-numita misiune civilizatoare (mission civilisatrice), prin care se afirma că este de datoria națiunilor europene dezvoltate să „civilizeze” popoarele înapoiate. Pornind de la această premiză, oficialitățile coloniale au dus o politică de franco-europenizare în coloniile franceze, în special în Africa Franceză de Vest. Africanii care au adoptat limba și cultura franceză și s-au creștinat au primit cetățenia franceză și dreptul la vot.

## Prăbușirea imperiului colonial francez
Imperiul colonial francez a început să se destrame în timpul celui de-al doilea război mondial, când diferite părți ale imperiului au fost ocupate de alte puteri: Indochina de Japonia, Siria, Libanul și Madagascarul de Marea Britanie, Marocul și Algeria de Statele Unite și Regatul Unit, iar Tunisia de germani. Controlul asupra posesiunilor coloniale a fost restabilit treptat de Charles de Gaulle. Uniunea Franceză, prevăzută în Constituția Franței din 1946, înlocuia fostul imperiu colonial.
Totuși, Franța a fost imediat confruntată cu declanșarea procesului de decolonizare. Guvernul lui Paul Ramadier  a reprimat insurecția din Madagascar din 1947. În Asia, Vietminul condus de  Ho Chi Minh a proclamat independența Vietnamului, act politic care a dus la declanșarea primului război din Indochina. Aproape imediat după înfrângerea și retragerea Franței din Vietnam în 1954, a izbucnit un nou război mai dur în colonia cea mai veche și mai importantă a Parisului, Algeria. Mișcările de eliberare conduse de Ferhat Abbas și Messali Hadj apărute încă din perioada interbelică, s-au radicalizat după al doilea război mondial. În 1945, masacrul de la Sétif, de care era responsabilă armata franceză, a fost o încercare de înăbușire a mișcării algeriene de eliberare. Războiul algerian de independență a izbucnit în 1954. Algeria era o problemă specială pentru Franța, datorită numărului mare de coloniști europeni (așa-numiții pieds-noirs) care se așezaseră în această regiune în 125 de ani de control al Parisului. Venirea la putere a lui Charles de Gaulle în 1958, în plină criză,  a dus în cele din urmă la recunoașterea independenței Algeriei în 1962 prin Acordurile de la Évian.
Uniunea Franceză a fost înlocuită în noua constituție franceză din 1958 prin Comunitatea Franceză. Numai Guineea a refuzat, după o consultare populară, să facă parte din noua organizație, pe care o considera tot de factură colonială. În timpul războiului din Algeria, Comunitatea Franceză s-a autodizolvat, tuturor coloniilor africane fiindu-le recunoscută independența, după convocarea unor referendumuri locale. Unele foste colonii au ales să fie în continuare parte a Franței, căpătând statutul de departemente și teritorii de peste mări. Criticii  neocolonialismului au afirmat  că noua Françafrique este doar o formă mascată a mai vechii guvernări coloniale. Ei au afirmat că în vreme ce de Gaulle recunoștea pe de-o parte independența fostelor colonii, pe de altă parte crea noi legături care să împiedice îndepărtarea de Paris a noilor națiuni apărute pe harta politică a lumii. Principalul colaborator al lui de Gaulle în această întreprindere a fost Jacques Foccart, consilierul pe probleme africane, cel care este responsabil în special pentru secesiunea Biafrei (războiul civil din Nigeria) din deceniul al șaptelea.

## Întinderea imperiului colonial francez
Mai jos este prezentată o listă a țărilor care au făcut parte din imperiul colonial francez în ultimii 500 de ani parțial sau total, sau care au fost sub suveranitatea Franței sau sub mandatul sau protectoratul Franței. Când doar o parte a unei țări a fost sub controlul francez, acea parte este trecută în paranteze, după numele țării mamă. Acolo unde nu apar paranteze, întreaga țară a făcut parte din imperiul colonial francez. Țările enumerate mai jos au fost efectiv sub suveranitatea franceză. Teritoriile  pentru care Franța a ridicat pretenții, dar pe care nu le-a controlat efectiv niciodată, așa cum au fost Manhattanul sau Western Australia, nu se află pe această listă.
"1" semnifică faptul că țara/teritoriul a fost parte a primului imperiu colonial francez, pe când  "2"  faptul că țara/teritoriul a fost parte a celui de-al doile imperiu colonial francez. "RF" semnifică faptul că țara/teritoriul este parte a Republicii Franceze din zilele noastre.
|  |  |
|  |  |

### Americile

#### America de Nord
- Canada (cea mai mare parte a Canadei centrale și răsăritene) -- 1
- Mexic (între 1862-1867) 2
- Saint Pierre și Miquelon -- 1, 2, RF
- Statele Unite (întregul bazin al  fluviilor Mississippi și Missouri precum și zona Marilor Lacuri) -- 1

#### Caraibe
- Anguilla -- 1
- Antigua și Barbuda  -- 1
- Dominica -- 1
- Republica Dominicană -- 1
- Grenada -- 1
- Guadelupa -- 1, 2, RF
- Haiti -- 1
- Martinica -- 1, 2, RF
- Montserrat  -- 1
- Insula Sfântul Martin (partea nordică) -- 1, 2, RF
- Saint-Barthélemy -- 1, 2, RF
- Sfânta Lucia -- 1
- Sfântul Vincențiu și Grenadinele -- 1
- Sint Eustatius -- 1
- Sfântul Cristofor și Nevis (Sfântul Kitts, fără  Insula Nevis) -- 1
- Trinidad și Tobago (numai Tobago) -- 1
- Insulele Virgine Americane (numai Saint Croix) -- 1

#### America de Sud
- Brazilia (Rio de Janeiro și São Luís) -- 1
- Guyana Franceză -- 1 , 2', RF

### Africa

#### Africa de Nord
- Maroc (89% din teritoriul actual) -- 2
- Algeria -- 2
- Tunisia -- 2

#### Africa de Vest
- Benin (cu numele de Dahomey) -- 2
- Burkina Faso (cu numele de Volta Superioară)-- 2
- Coasta de Fildeș -- 2
- Guineea -- 2
- Mali (cu numele de Sudanul Francez) -- 2
- Mauritania -- 2
- Niger -- 2
- Senegal -- 1, 2
- Togo -- 2

#### Africa Ecuatorială
- Camerun (91% din teritoriul țării) -- 2
- Republica Centrafricană (cu numele de Oubangui Chari)-- 2
- Ciad -- 2
- Gabon -- 2
- Republica Congo (cu numele de Congo-Brazzaville) -- 2

#### Oceanul Indian
- Comore -- 2
- Madagascar -- 2
- Mauritius -- 1
- Mayotte - 2, RF
- Réunion -- 1 , 2 , RF
- Îles Éparses - 2, RF
- Seychelles -- 1
- Tanzania (numai Zanzibar) -- 2

#### Marea Roșie
- Djibouti (ca Somalilandul Francez) -- 2
- Yemen (Peninsula Cheikh Saïd) -- 2

### Asia

#### Orientul Mijlociu
- Liban -- 2
- Siria -- 2
- Sangeacul Alexandretta, (provincia Hatay a Turciei) -- 2

#### Asia de Sud
- India
  - (Jumătate din India, așa-numită India Franceză)-- 1
  - (Pondicherry, Karikal, Yanaon, Mahé, și Chandernagor) -- 2

#### Asia de Sud-Est
- Indochina Franceză - 2
  - Annam, Tonkin, Cochin China (părți ale  Vietnamului)
  - Cambodgia
  - Laos

### Oceania
- Clipperton - 2 , RF
- Noua Caledonie -- 2 , RF
- Polinezia Franceză -- 2,  RF
- Vanuatu (condominium franco-britanic) -- 2
- Wallis și Futuna -- 2, RF

### Oceanul Antarctic
- Teritoriile australe și antarctice franceze -- 2, RF

### Teritorii în care s-a încercat colonizarea
Au existat mai multe teritorii în care Franța a avut importante interese economice și politice dar care nu au devenit colonii ale Parisului datorită opoziției puternice ale britanicilor, portughezilor sau spaniolilor.
- Brazilia (așezările Rio de Janeiro, din 1555 până în 1567, și São Luís, Maranhão, din 1612 până în 1614)
- Egipt (Canalul Suez)
- Etiopia
- Florida (Hughenoții s-au așezat pentru prima oară în zona orașului Jacksonville în 1562, dar în 1565 au fost masacrați de spanioli)
- India — Franța stăpânea la un moment dat o bună parte a teritoriului indian și controla cea mai mare parte a comerțului, dar a pierdut aproape totul în timpul războiului de șapte ani, odată cu pierderea competitivității navale cu Imperiul Britanic. Această pierdere a fost atât de puternic resimțită de împăratul Napoleon Bonaparte, încât acesta din urmă a hotărât organizarea expediției din Egipt din 1798. Obiectivul împăratului era ori construirea unui canal, ori stabilirea unei rute terestre pentru crearea unui căi de comunicație care să-i permită accesul la fostele colonii indiene și recucerirea acestor poziții cheie. Bonaparte a ratat realizarea tuturor obiectivelor odată cu înfrângerea din bătălia de la Aboukir (de pe Nil), în timpul căreia flota de război franceză a fost distrusă.
- Noua Zeelandă — francezii au înființat o colonie la Akaroa pe Peninsula Banks din Insula de Sud, dar au fost împiedicați să extindă de sosirea navei britanice de război HMS Britomart la numai câteva zile de la plecarea din zonă a navelor franceze.
- Irakul de nord (câmpurile petrolifere de la Mosul și Kirkuk)
- Palestina
- Sudan
- Tanger — deși protectorat internațional, administrația a fost asigurată de autoritățile din Marocul Francez.
- Tailanda — a trebuit să cedeze controlul pe care îl avea asupra Laosului și Cambodgiei în favoarea Franței și să ofere noii puteri coloniale concesiuni comerciale importante, dar și-a păstrat independența în principal datorită dorinței britanicilor ca țara să devină o zonă tampon între Indochina Franceză și India Britanică.

## Organizarea imperiului colonial francez în 1931
În momentul de maximă extindere a imperiului colonial (1931), acesta era organizat după cum urmează:

### Africa și Oceanul Indian
- Algeria (care nu era considerată colonie, ci făcea parte din Franța Metropolitană, fiind divizată în patru: un teritoriu militar și trei departamente).
  - departamentul Alger
  - departamentul Oran
  - departamentul Constantine
  - Teritoriul Sudic
- Camerun (sub mandat) al Ligii Națiunilor
- Africa Ecuatorială Franceză
  - Ciad
  - Gabon
  - Congo Mijlociu
  - Oubangui-Chari
- Marocul Francez (protectorat)
- Somalilandul Francez (inclusiv peninsula Cheik-Saïd și o parte din Yemen)
- Togolandul Francez ((sub mandat al Ligii Națiunilor))
- Africa Franceză de Vest
  - Dahomey (plus Benin)
  - Guineea Franceză
  - Sudanul Francez
  - Coasta de Fildeș
  - Mauritania
  - Niger
  - Senegal
  - Volta Superioară
- Madagascar (inclusiv Comore, Mayotte, Insulele Kerguelen, Insula Amsterdam, Insula Sfântul-Paul, Insulele Crozet și Îles Éparses)
- Réunion
- Tunisia (protectorat)

### Americile
- Guyana Franceză
- Guadelupa (inclusiv Saint Barthélemy și jumătate din Saint Martin)
- Martinica
- Saint Pierre și Miquelon

### Asia
- Concesiunile franceze din China: Shanghai, Guangzhou, Tianjin și  Hankou
- India Franceză (Pondicherry, Chandernagore, Karaikal, Mahé, Yanaon și o mică parte din India)
- Indochina Franceză
  - Annam (protectorat, azi parte a Vietnamului)
  - Cambodgia (protectorat)
  - Cochinchina (colonie, azi parte a Vietnamului)
  - Laos (protectorat)
  - Tonkin (protectorat, azi parte a Vietnamului)
- Kwang-Chou-Wan (port închiriat închiriat în China)
- Liban (sub mandat al Ligii Națiunilor)
- Siria (sub mandat al Ligii Națiunilor, includea și Sangecul Alexandretta)